# دلمار (مریلند)
دلمار (به انگلیسی: Delmar) شهری در ایالت مریلند کشور ایالات متحده آمریکا است که جمعیت آن در سرشماری سال ۲۰۱۰ میلادی، ۳٬۰۰۳ نفر بوده‌است.